# 특수고용직
특수고용직(特殊雇用職)은 근로자처럼 일하면서도 계약 형식은 사업주와 개인간의 도급계약으로 일하는 사람이다. 화물차 운전기사, 캐디, 통신업체의 현장 출동 설치기사, 학습지 강사 등이 있다. 이들 직종에서는 정식 노동자로 고용계약을 맺을 수도 있지만 대부분의 노동자들이 특수고용직으로 일한다.
정식 노동자가 아니므로 산재보험의 적용 대상이 아니고 퇴직금도 없다. 최근에는 특수고용직에 산재보험 등에서  노동자 지위를 부여하는 제도가 추진되어, 대한민국에서는 몇개 직종에 한해 산재보험의 가입 대상이다.

## 같이 보기
- 비정규직
- 프리랜서